# Kobaryu
kobaryu（こばりゅう、本名：小林 隆太（こばやし りゅうた）、1975年7月30日 - ）は、日本のラジオパーソナリティ、パフォーマー、ネットワーカーとして知られる。

## 略歴
神奈川県川崎市出身、東京都中野区在住。代々木アニメーション学院卒業。血液型はO型（本人は長い間A型だと信じていたらしい）。1児の父だが離婚し、現在は独身である。
プログラマを本業としていた頃から歌手を志し、現在株式会社ユニオンアーティストに所属している。
2008年秋にデビューマキシシングルCDの発売が決定したと伝えられ、2010年2月16日に、オリジナル曲2曲を、着うた配信サイトで販売を開始した。
そして2011年7月6日、クライムミュージックエンターテインメントからデビューミニアルバム"START"を発表し、初のCD発売が叶うこととなった。

## 人物
一人称は主に「私」、自分の声、歌う事がとにかく好き、あこがれの人物は赤坂泰彦や山寺宏一といった声に魅力のある人物で、インターネットがテレホーダイの頃からShoutCast等でラジオ的な放送をしている。
2000年代半ばはねとらじで放送を行なっていたが、現在は場を移しニコニコ生放送での放送を主に行なっている。
現在高頻度に長時間の放送を行なっているが、時間帯は朝方から深夜までありとあらゆる時間に及んでいる。これはkobaryu本人が重い睡眠障害を抱えており、睡眠のリズムが取れないことに起因している。
そのため仕事に関してもフリーの在宅プログラマーとして働かなければならず、社会適応に苦しんだという（ニコニコ生放送談）。
ライブはゲストで呼ばれて出演する程度で、楽器が弾けない為、路上ライブも殆どやることはなく、他のプレイヤーを見ると嫉妬すると言う。
好きな物は寿司、鰻、スイカ、ラムネなど、嫌いな物はレーズン。煙草はLARK MILDSを吸うが止める気は無いという。お酒は飲むそうで、度数の高いスコッチが好きだが酒焼けには注意しているらしい（本人公式サイト抜粋）。

## エピソード
- 2005年に発売された平井堅の楽曲「POP STAR」の替え歌「VIP STAR」を発表し、電子掲示板「2ちゃんねる」内で一躍有名になる。
- 「VIP STAR」以外にも、構造計算書偽造問題とヒューザーの小嶋進社長（当時）をネタにした、平井堅がカヴァーした「大きな古時計」の替え歌、「大嘘つきな古狸」や、オリジナル曲の「アクアリウムの向こう側」などいくつかの楽曲を発表した。これらの替え歌の歌詞は、全て2ちゃんねる内のニュース速報(VIP)板に書き込まれた物で、kobaryu本人が作った物ではない
- 2005年12月25日にライブドアの忘年会に招待される。この事がきっかけでライブドア・ショック以降、多数のニュース番組でインタビューを受けることとなる。その後は、イベント等に積極的に参加するようになり、時折テレビにも出演するようになる。
- 2006年1月14日に行われたイベント、「ジャンクの花園 vol.1」に出演した際、自ら「VIP STAR」の動画を作成した（厳密に言えば既存のプロモーションビデオに歌詞テロップを付加しただけの改変）ことを公表した。 （これは諸説有り、ネットで流通した動画は本人の制作ではないという説もある、ただし2006年9月10日に行われたzepp名古屋でのイベント,2006年12月10日に行われた東中野イベントで、バックに表示された2ch用語解説テロップ付き映像は本人制作だという)
- 2006年1月20日、テレビ朝日の報道ステーションでインタビューのVTR出演。2006年1月25日付の日刊スポーツの文化・芸能欄にも掲載された。これにより、インターネットユーザーだけでなくお茶の間での知名度が上がった。
- 替え歌のまとめサイト、「Vip替え歌Wiki」の管理人をしていたが、楽曲の作詞者に無断で替え歌の歌詞を掲載していたことでJASRACから厳重注意を受け、閉鎖した。
- 2006年6月13日から2006年7月16日にかけて、私生活でのトラブルをきっかけに、自宅のある東京都から鹿児島県佐多岬まで自転車で走破した。
- 2010年2月16日、本人のオリジナルデビュー曲2曲START、NAKANO COLORが着うた配信されニコニコ生放送など一部で話題になる。
- 2012年7月から約一ヶ月間で自宅のある東京都から被災地などを訪れながら北海道宗谷岬まで自転車で走破。当初は青森で終了の予定がゴール後のニコニコ生放送中に津軽海峡フェリーに偶然？乗船、ゴールを宗谷岬にすることを表明した。
- 2016年2月15日に、SHOWROOM株式会社（ディー・エヌ・エーより分社化）が運営する動画配信サービス「SHOWROOM (ストリーミングサービス)」に初登場した。
- 2016年12月18日 亀戸booniesで行われたBooNies紅白歌合戦2016に出演。このステージを最後に引退を宣言。

## 地上波ラジオ
2007年10月から2008年3月にかけて、東京都立川市近郊を対象としたコミュニティFM局エフエムラジオ立川にて、「kobaryuとMizねーさんの毎度お騒がせしちょります」が放送されていた。
毎週金曜日夜10時から1時間の番組。パーソナリティはkobaryu、Mizねーさん(功刀未瑞規)、!CHAPPY。
その後、インターネットラジオ番組として後継番組が不定期に放送されている。

## インターネットラジオ
- ライブドアが提供するインターネットラジオ、ねとらじ内で、kobaryuと功刀がパーソナリティを務める「kobaryuとMizねーさんの毎度お騒がせしちょりますりたーんず」を不定期放送。内容は、用意されたお題への投稿をもとにしたトークや著作権フリー楽曲が中心となっている。

かつては「kobaryuの毎度お騒がせしちょります」「kobaryuのお騒がせしちょります」という番組名で2005年から2006年頃にかけて放送されていた。kobaryuが単独でパーソナリティを務め、同番組のリスナーやミュージシャン、ごく稀にkobaryuの家族がゲストとして出演することがあった。2005年末より「VIP STAR」のブームを受け、リスナー数が一時急増したが、2006年6月頃に前述の自転車旅行により放送が中断、その後不定期放送を重ねたのち、前述のコミュニティFM放送での後身番組として、Mizねーさんこと功刀をパーソナリティに加え現番組名に改題。
- 2016年11月 第895回 ネットラジオ ザ・ノイジーズ に出演し当時のライブドアの状況やvipstarの誕生秘話を語る 第895回 ネットラジオ ザ・ノイジーズ

## 楽曲
- START (2010.2.16) 着うた先行販売にてリリース

歌：kobaryu / 作曲：一番星哲也 / 作詞：アキレスKEN  / 編曲：森藤晶司
ライブドア忘年会で大里ヨシユキと安全+第一による曲YUMEを初めて聞いたkobaryuが、作曲者である一番星哲也の曲を歌いたいと思い続けていた所、所属した事務所で偶然繋がりがあり、作曲を依頼したというエピソードがある。（ニコニコ生放送談）
- NAKANO COLOR（2010.2.16）着うた先行販売にてリリース

歌：kobaryu / 作曲：アキレスKEN / 作詞、編曲：森藤晶司
東京都中野区在住のkobaryuが大好きな中野を歌いたいと事務所へ提言して生まれた曲（ニコニコ生放送談）地元の名所などを歌い上げるバラードになっている。
- START (2011.7.6) デビュー・アルバム

1. START 2. NAKANO COLOR 3. 紫陽花 4. アクアリウムの向こう側 5. 流星のように 6. blue on the blue 7. NAKANO COLOR (instrumental)